# Aristó de Rodes
Aristó de Rodes (en grec Ἀρίστων Ariston) va ser un ambaixador rodi que la primavera de 170 aC va ser enviat amb altres ambaixadors al cònsol Quint Marci Filip a Macedònia per renovar l'amistat amb Roma i per aclarir els càrrecs contra alguns rodis acusats de col·laborar amb l'enemic.